# Taifa di Constantina e Hornachuelos
La Taifa di Costantina e Hornachuelos (arabo: طائفة قسطنطينة وفرنجلوش) era un regno o emirato (taifa) medievale di al-Andalus, che esisteva, nell'attuale Spagna meridionale, dal 1143 al 1150 circa, alla caduta dell'Impero almoravide, data in cui fu conquistata dagli Almohadi. 

La taifa era composta dalle città di Constantina (attualmente in Provincia di Siviglia) e Hornachuelos (attualmente in Provincia di Cordova) ed i territori limitrofi.

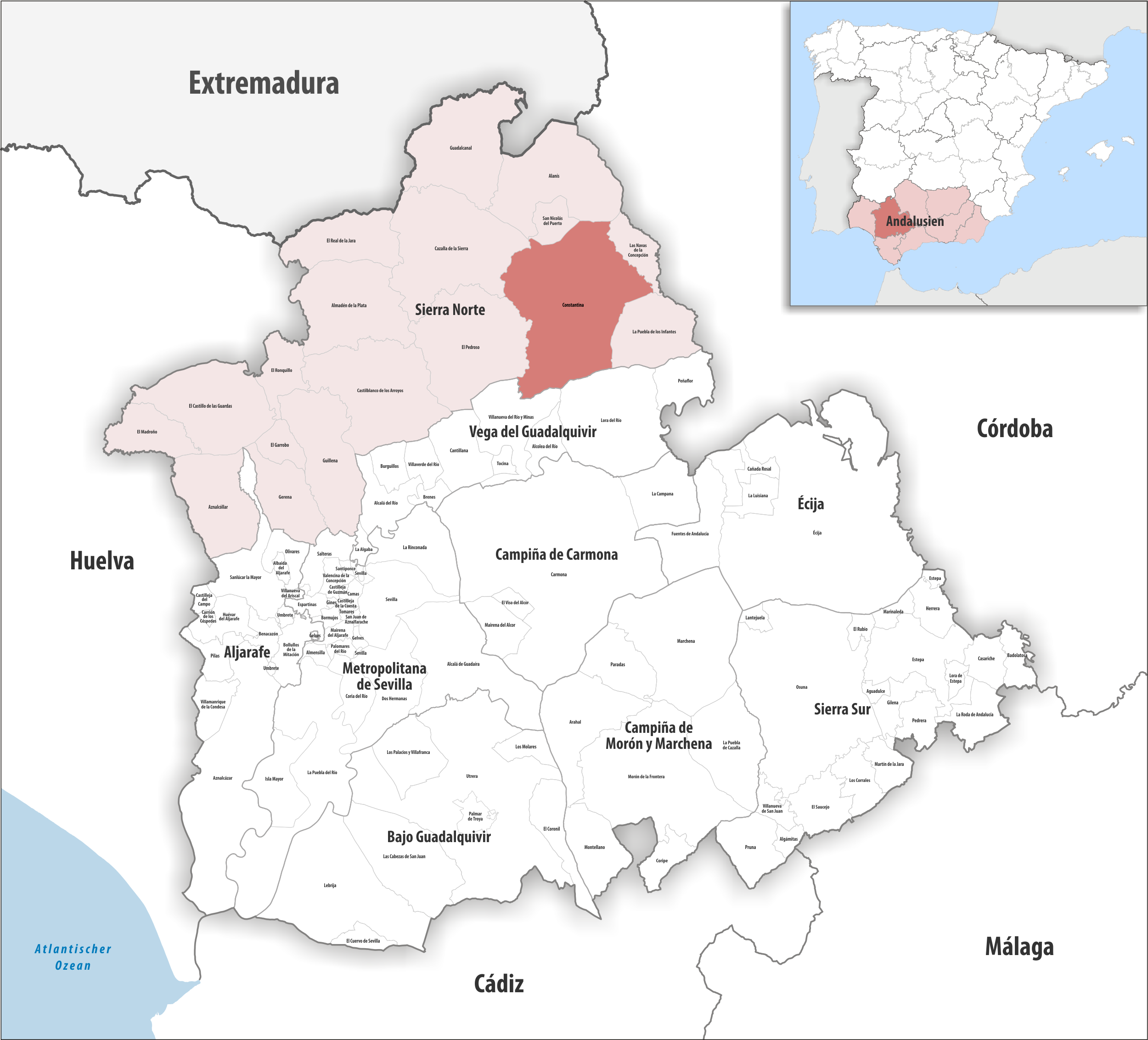
attuale estensione del comune di Constantina

Hornachuelos si trova nella parte nord-occidentale della Provincia di Cordova, confinante con Constantina

## Storia
Quando l'Impero almoravide perdette vigore vi fu un secondo periodo di espansione dei regni indipendenti, che viene ricordato come Seconda taifa; 
di questa taifa si hanno poche notizie: si conosce il nome del re, Ibn Marwan, ed il periodo di regno, dal 1143 al 1150 circa, quando la taifa venne occupata dagli Almohadi.